# Goldmaske des Agamemnon

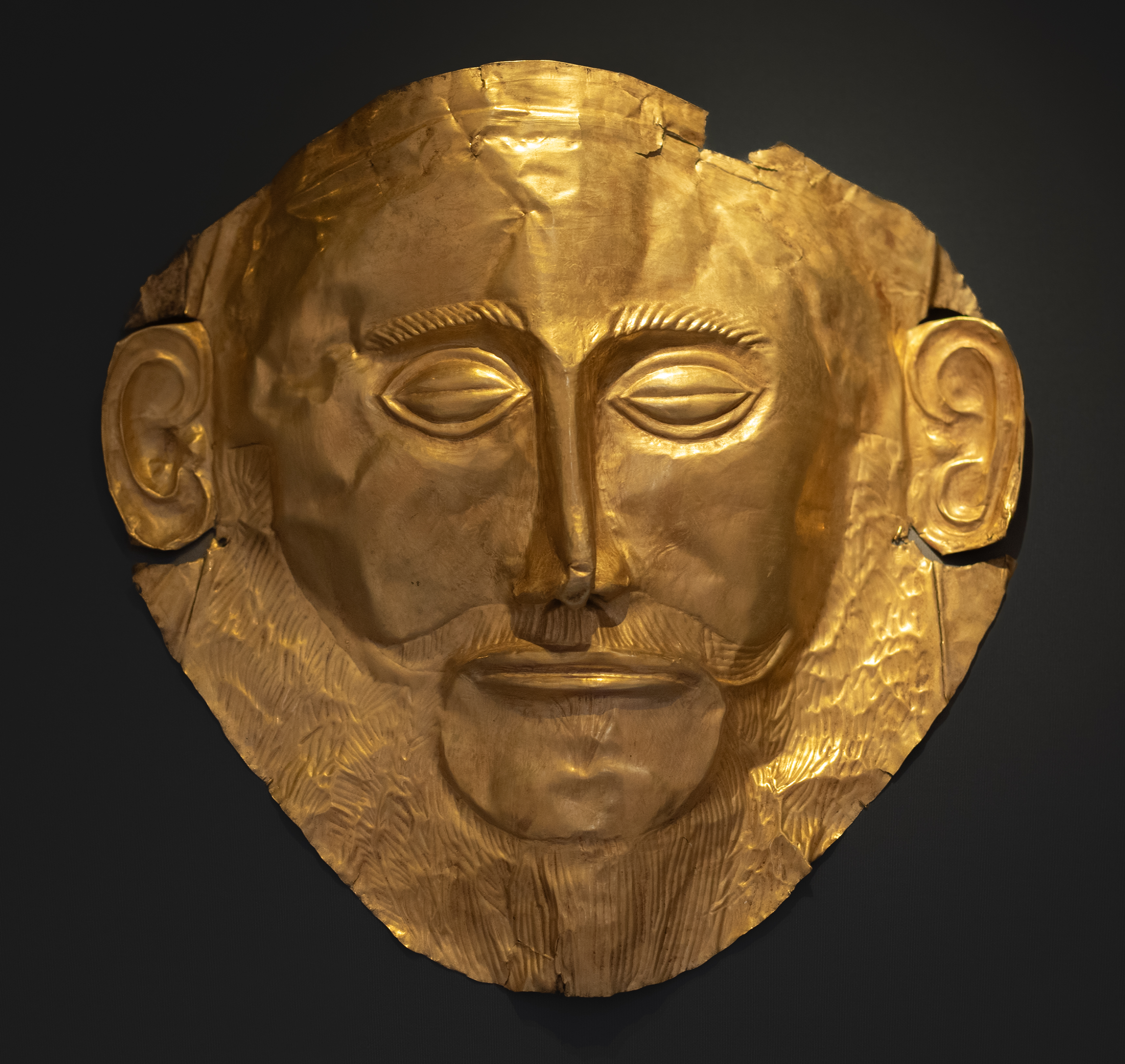
Maske des Agamemnon im Athener Nationalmuseum

Die Goldmaske des Agamemnon wurde im Jahre 1876 von dem deutschen Archäologen Heinrich Schliemann bei Ausgrabungen im griechischen Mykene entdeckt. Sie soll nach Meinung Schliemanns den sagenhaften König Agamemnon, einen Helden des Trojanischen Krieges, darstellen.

## Entdeckung und Gelehrtenstreit
Bei Grabungen in der Nähe des „Löwentores“ von Mykene stieß Schliemann innerhalb des Gräberrunds A auf ein Grab, das drei ungewöhnlich große Skelette barg, wovon eines offenbar ausgeraubt worden war. Die beiden anderen trugen Goldmasken und zusätzlich einen goldenen Brustpanzer. Aufgrund der besonderen Goldmaske und der Größe des Skeletts, das am südlichsten im Grab lag, und der weiteren reichen Ausstattung ging Schliemann davon aus, dass es sich um Agamemnon handeln müsse. Allerdings wurde diese Auffassung von anderen Gelehrten nicht geteilt. Ernst Curtius, der in Olympia ausgegraben hatte, besichtigte den Fund. Seiner Meinung nach war das Gold der Maske viel zu dünn, um einen so mächtigen Herrscher damit auszustatten. Er folgerte, dass die Skelette aus der byzantinischen Ära stammen müssten.
Schliemann entgegnete, dass sämtliche Goldfunde der Gräber viel zu dünn gewesen seien, um von lebenden Herrschern oder Kriegern getragen zu werden. Die Schmuckstücke seien eigens für das Leichenbegräbnis gefertigt worden. Ein weiterer Kritiker, der Hauptmann und Privatgelehrte Ernst Bötticher, behauptete sogar, dass Schliemann den Schmuck selbst habe herstellen lassen, um ihn heimlich zu vergraben. Aufgrund seines Geizes habe er nicht mehr Gold verwenden wollen. Es wurde auch darauf hingewiesen, dass die Maske eine gewisse Ähnlichkeit mit Schliemann aufweise. Dies muss allerdings als bloße Polemik gewertet werden.
Nach den heutigen Erkenntnissen werden das Grab und die enthaltenen Funde in die Mitte des 16. Jahrhunderts v. Chr. datiert und können daher kaum den Atriden und König Agamemnon zugeordnet werden. Allgemein nimmt man an, dass die Sagen um den Trojanischen Krieg und somit auch die mythische Figur des Agamemnon eine deutlich spätere Zeit als das 16. Jahrhundert v. Chr. widerspiegeln. Deshalb geht man heute davon aus, dass die Maske zum Grab eines mykenischen Fürsten einer vorhergehenden Dynastie gehörte.

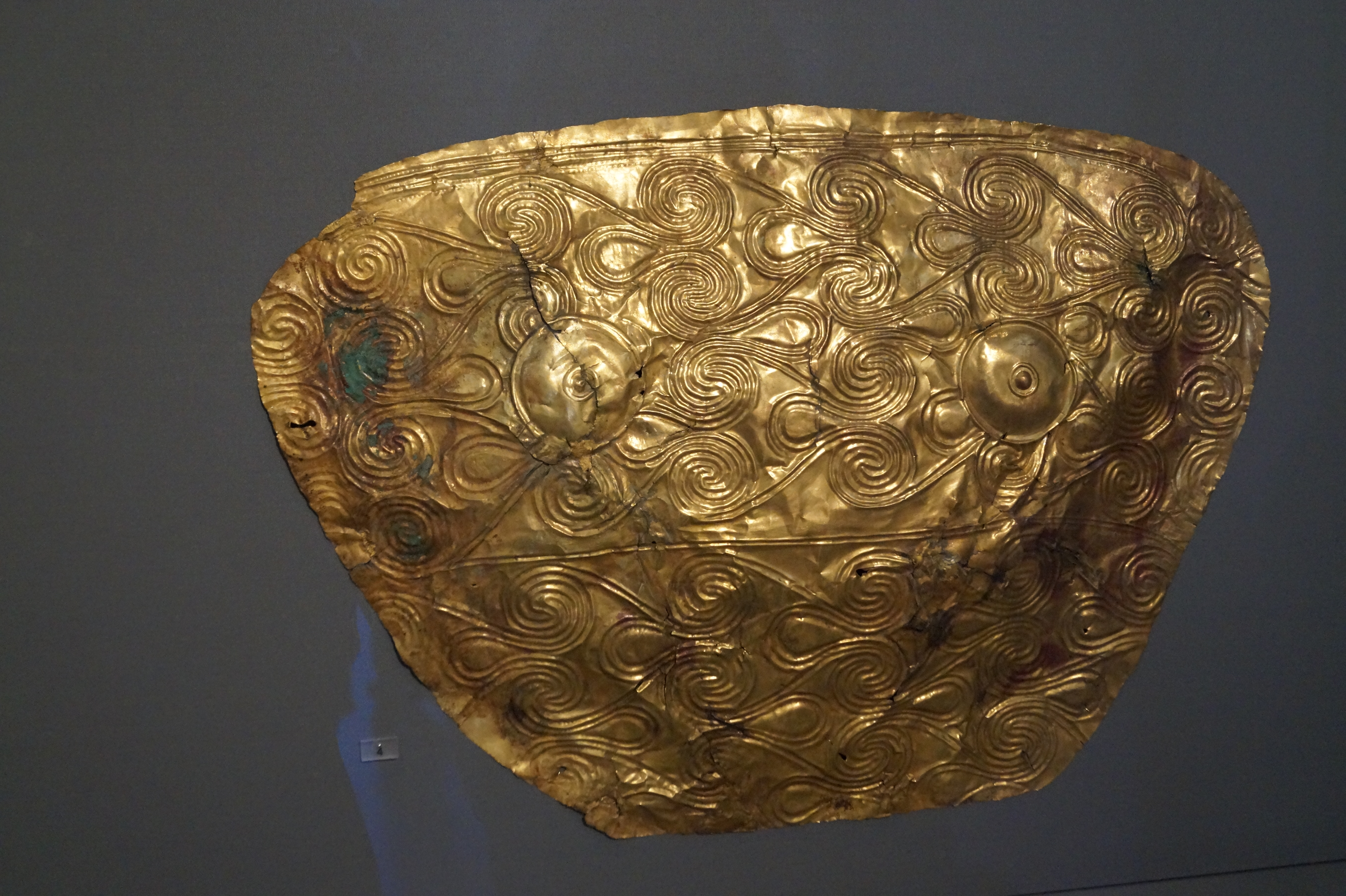
Brustpanzer des Agamemnon (NAMA 625)

## Beschreibung
Die Maske besteht aus gelbrötlichem, starkem Goldblech und hat eine Höhe von etwa 26 cm und eine Breite von 26,5 cm. In das Blech ist das Gesicht eines Mannes mit Bart, Schnurrbart und Augenbrauen getrieben. Neben den Ohrläppchen befindet sich jeweils ein Loch, das vermutlich der Befestigung diente.
Die Maske ist in der Mykenischen Sammlung des Archäologischen Nationalmuseums in Athen ausgestellt und hat die Inventarnummer NAMA 624. Eine Kopie der Maske ist im unterhalb der Grabungsstätte von Mykene befindlichen Museum ausgestellt. Weitere Kopien befinden sich z. B. im Heinrich-Schliemann-Museum Ankershagen und der Heinrich Schliemann-Gedenkstätte Neubukow.